# Domingos António da Silva
Domingos António da Silva (28 d'abril de 1937 - 25 d'agost de 2015), conegut com a Mascarenhas, va ser un futbolista angolès que va jugar com a davanter.

## Carrera de club
Mascarenhas va néixer a Vila Salazar, Angola portuguesa. Després d'una temporada amb el SL Benfica i tres amb el FC Barreirense, es va incorporar a l'Sporting CP el 1962; Durant els seus tres anys amb el club de Lisboa, va marcar 80 gols en 107 partits, amb totes les aparicions, fins i tot amistosos.
A la final de la Copa de Portugal de 1963, Mascarenhas va marcar una vegada en la victòria per 4-0 sobre el Vitória de Guimarães. La campanya següent, en la campanya victoriosa de l'Sporting a la Recopa de la UEFA, va marcar sis gols en una golejada a casa per 16-1 contra l'APOEL FC (rècord de competició europea), afegint-ne un altre a la final contra l'MTK Budapest FC, el del 3-3, que va propiciar una repetició del partit a Anvers que va acabar amb una victòria per 1-0 per als Lleons.
Mascarenhas va morir el 25 d'agost de 2015 a l'Hospital São José de Lisboa, després d'una llarga malaltia. Tenia 78 anys.